# Changy (Marna)
Changy – miejscowość i gmina we Francji, w regionie Grand Est, w departamencie Marna.
Według danych na rok 1990 gminę zamieszkiwały 144 osoby, a gęstość zaludnienia wynosiła 23 osób/km².